# Mr. Gimmick
Mr. Gimmick, znana w Japonii jako Gimmick! (jap. ギミック! Gimikku!) to platformowa gra komputerowa wydana w 1992 roku przez firmę Sunsoft na konsolę Nintendo Entertainment System. Została ponownie wydana na konsolę PlayStation w 2002 roku jako część składanki Memorial Series SunSoft Vol.6.

## Fabuła
W początkowej animacji, mała dziewczynka otrzymuje zabawkę o imieniu Yumetarō (jap. ゆめたろー) jako prezent urodzinowy. Yumetarō staje się ulubioną zabawką dziewczynki, przez co inne, porzucone zabawki są zazdrosne. Porywają ją i zabierają do innego wymiaru, zamieszkanego wyłącznie przez zabawki. Yumetarō, jako główny bohater musi odnaleźć i uratować dziewczynkę.

## Rozgrywka
Mr. Gimmick jest grą platformową, w której gracz musi przechodzić poszczególne plansze, oraz pokonywać bossów. Bronią Yumetarō jest gwiazdka, którą tworzy. Może nią rzucać w przeciwników, lub na niej się przemieszczać, by dotrzeć do miejsc, do których normalnie nie może się dostać. Plansze w grze Mr. Gimmick są dość krótkie. Jednak, gdy bohater pokona ostatniego bossa, okazuje się, że dalej nie odnalazł dziewczynki. Żeby całkowicie przejść grę, gracz musi wrócić się do poprzednich plansz i odnaleźć ukryte miejsca, w których znajdują się magiczne przedmioty. Jeśli gracz da radę odszukać wszystkie te rzeczy, bez utraty wszystkich żyć (czyli bez pokazania się napisu „Continue”) to pojawi się nowa sekretna plansza, a na jej końcu dodatkowy boss. Tylko wtedy gra może być kompletnie ukończona. Gdy tak się stanie, pokaże się nowa animacja ukazująca Yumetarō ratującego dziewczynkę i zabierającego ją do domu.

## Historia
Gimmick! został wydany po raz pierwszy przez firmę Sunsoft w 1992 roku w Japonii. Jakiś czas po tym, gra została wydana w Skandynawii pod tytułem
Mr. Gimmick. Nie była zbyt popularna, nie zdobyła wielu zwolenników. Gra nigdy nie ukazała się w Ameryce, ani reszcie Europy.